# SBT Nova Mutum
SBT Nova Mutum é uma emissora de televisão brasileira sediada em Nova Mutum, cidade do estado do Mato Grosso. Opera no canal 9 (45 UHF digital), e é afiliada ao SBT. A emissora pertence ao Grupo Roberto Dorner de Comunicação, de propriedade do político Roberto Dorner.

## História

### TV Arinos (2001-2018)
A emissora entrou no ar junto à emissora de rádio irmã, a Arinos FM, em março de 2001, se afiliando, em sua fundação, à Rede Record.
Em fevereiro de 2011, a emissora, junto ao Grupo Arinos de Comunicação, é adquirida pelo Grupo Roberto Dorner de Comunicação.

### SBT Nova Mutum (2018-presente)
Em 1 de setembro de 2018, a emissora deixa de transmitir a programação da RecordTV após 17 anos de afiliação, e se afilia ao SBT. No mesmo, dia a emissora assumiu a nomenclatura SBT Nova Mutum. A troca de afiliação foi contestada pela direção da TV Mutum, então afiliada do SBT em Nova Mutum desde sua fundação em 1999, que afirmou que havia sido vítima de uma "concorrência desleal", e que entraria na justiça contra o Grupo Roberto Dorner. No entanto, a nova afiliação se manteve, e a TV Mutum acabou por se afiliar à Rede Cidade Verde/Band.
Em 29 de abril de 2020, o SBT Nova Mutum estreia o uso do dispositivo mochilink para entradas ao vivo durante seus telejornais, sendo a primeira emissora de televisão a utilizar este equipamento em Nova Mutum.

## Sinal digital
| PSIP | Canal  | Proporção de tela | Programação                                   |
| ---- | ------ | ----------------- | --------------------------------------------- |
| 9.1  | 45 UHF | 1080i             | Programação principal do SBT Nova Mutum / SBT |

A emissora iniciou suas operações em sinal digital no dia 10 de outubro de 2018, através do canal 45 UHF.

## Programas
Além de retransmitir a programação nacional do SBT e estadual do SBT Cuiabá, o SBT Nova Mutum produz e exibe o seguinte programa:
- SBT Comunidade: Jornalístico, com Endrio Francescon;[8]

Diversos outros programas compuseram a grade da emissora, e foram descontinuados:
- Arinos Record[9]
- Balanço Geral MT[10]
- Sábado Sport Show[11]
- TVA Notícias[12]
- Vitrola[13]

## Equipe

### Membros atuais
- Endrio Francescon

### Membros antigos
- Augusto Rocha[14]
- Beatriz Bigarello (hoje no Canal Rural)[15]
- Chico Tello †[16]
- Elisângela Viana[17]
- Hosana Menezes (hoje no SBT Cuiabá)[18]
- Marcos Júnior[19]
- Maurício Medeiros[20]
- Isaias de Lima (hoje no Facebook Colombia)
- Naira Alencar[18]
- Poliana Chaves[21]
- Rafael Júnior
- Roger Dário
- Silvio Mori (hoje na RecordTV Japan)[22]
- Ubiratan Braga[23]
- Vinícius Brites[24]
- Vilson Zeni
- Wesley Moreno (hoje na TV Cidade)[25]